# Baphiastrum
Baphiastrum é um género botânico pertencente à família Fabaceae.
O género foi descrito por Hermann August Theodor Harms e publicado em Botanische Jahrbücher für Systematik, Pflanzengeschichte und Pflanzengeographie0 49: 435. 1913.
Trata-se de um género reconhecido pelo sistema de classificação filogenética Angiosperm Phylogeny Website.

## Espécies
O género tem 16 espécies descritas das quais 7 são aceites:
- Baphiastrum boonei (De Wild.) Vermoesen
- Baphiastrum brachycarpum  Harms
- Baphiastrum calophylla  (Harms) De Wild.
- Baphiastrum elegans  (Lester-Garland) De Wild.
- Baphiastrum klainei  (De Wild.) De Wild.
- Baphiastrum spathaceum  (Hook. f.) Staner
- Baphiastrum vermeuleni  (De Wild.) De Wild.